# Herakleshöhle bei Bura
Bei der Herakleshöhle bei Bura handelt es sich um die Orakelhöhle des Herakles Vouraikos (Buraikos) in der Nähe von Egio im Gebiet von Aigialeia auf der nordöstlichen Peloponnes in Griechenland.

## Lage
Die Höhle liegt direkt an der Old National Road zwischen den Städten Egio und Diakopto zwischen den Dörfern Nikoleika und Zachloritika, südlich der Ortschaften Eleonas (früher Trypia) und Metochi. Der Aufstieg zur Höhle ist mit Treppenstufen versehen und einfach zu erreichen (Stand 2016).
Wenn man die unmittelbar daneben liegende Autobahn Patras-Korinth befährt, fällt die Höhle am Berghang mit ihren Löchern ins Auge. Der Ort Trypia („Löcher“) soll danach benannt worden sein. 

## Funktion in der Antike

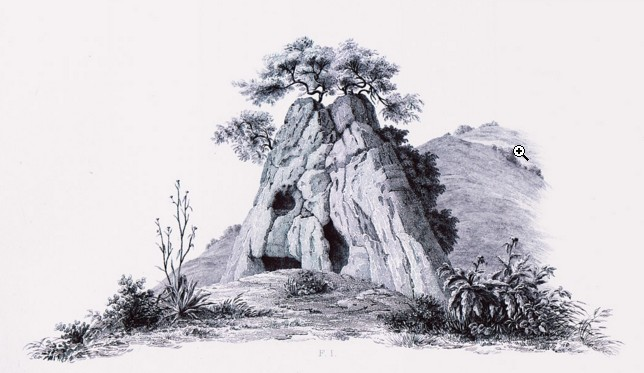
Zeichnung der Höhle vom Architekten Abel Blouet von 1838 (Abel Blouet, „Expédition scientifique de Morée“)

Der Reiseschriftsteller Pausanias (115 bis ca. 180 n. Chr.) schreibt in seinem Buch Nr. 7 „Achaia“ über die Höhle:

„Geht man von Bura nach dem Meere zu herunter; so kommt man an den Fluss Buraikos und findet in einer Grotte einen nicht gar großen Herkules der ebenfalls Buraikos heißt. Bei demselben wird mit einer Tafel und Würfeln gewahrsagt. Denn wer bei dem Gotte Rat sucht, der tut vor der Bildsäule ein Gebet und wirft darauf viere von den Würfeln auf den Tisch, die in großer Menge bei dem Bilde liegen. Auf jeden Würfel sind gewisse Figuren gemalt, deren Bedeutung auf der Tafel genau erklärt ist. Der gerade Weg von Helike nach der Grotte des Herkules beträgt dreißig Stadien.“

 Als Würfel wurden in der Antike Knöchelchen, sogenannte Astragaloi, verwendet, die Sprungbeine aus den Hinterbeinen von Paarhufern sind.
Es war in der Antike nicht ungewöhnlich, Höhlen als heilige Orakelstätten auszuwählen. Gerade im Gebiet von Achaia, in dem die Höhle liegt, fand eine Reihe der Arbeiten des Helden und Halbgottes Herakles statt. Eine mythische Geschichte trug sich in unmittelbarer Nähe der Orakelhöhle zu: Bura (Voura) war die Tochter von Ion, dem Stammvater der Ionier, und von Helike, der Tochter des letzten Königs der Pelasger Selinountas, dessen Namen ein Fluss bis heute trägt. Der schönen Tochter Voura stellte Herakles nach. Um sich einen Weg zu ihr zu bahnen, schlug er mit dem Schwert auf die Landschaft und schuf dadurch die Vouraikos-Schlucht, in der der Buraikos fließt.

## Funktion im Christentum

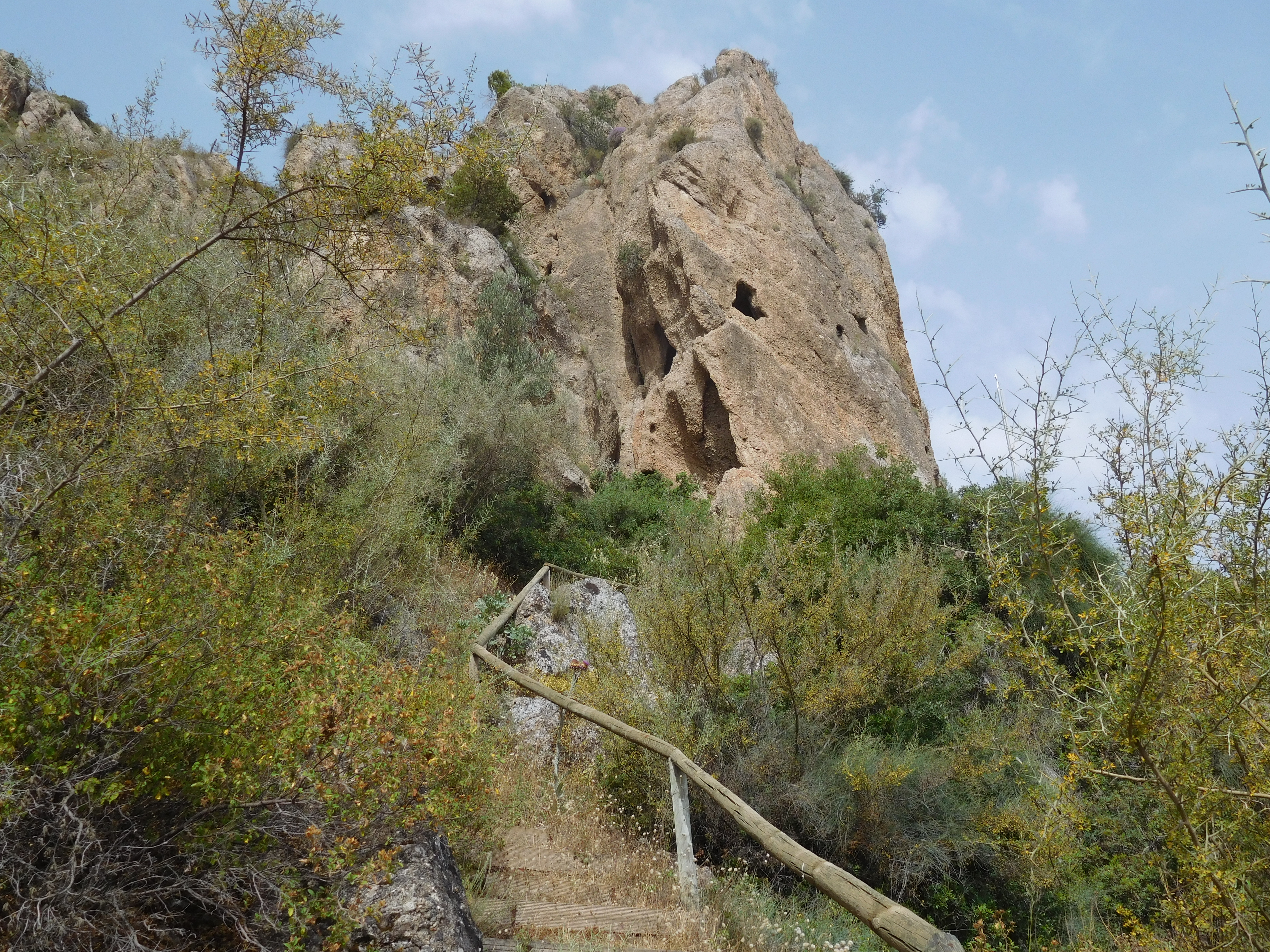
Die Höhle von der Nordseite; Seite mit dem Treppenaufstieg von der Straße

In der unteren Höhle sind schwach einige Fresko-Reste in Deckenhöhe zu erkennen. Sie sind Zeugnisse aus der Zeit, als die Höhle in frühbyzantinischer und byzantinischer Zeit sowie zur Zeit der Türkenherrschaft als Kirche genutzt wurde. Der Dachvorbau, dessen viereckige Einlässe als Widerlager für die Balken noch am äußeren Felsen sichtbar sind, wurde vermutlich in der Zeit der türkischen Herrschaft entfernt, um keine Aufmerksamkeit bei den türkischen Passanten auf der darunter liegenden Straße zu erregen.

## Aufbau der Höhle
Die Höhle mit ihren drei Etagen ist in einen pyramidenähnlichen Fels aus Sandstein-Konglomerat gehauen. Die unterste Ebene in Ost-West-Richtung, die man durch den Haupteingang im Norden betritt, war einmal in drei Bereiche geteilt. Heute sind es zwei Bereiche. Ernst Curtius fand in den 1850er Jahren hier noch Nischen zur Aufstellung von Weihegeschenken vor. Leider haben Hirtenfeuer die Höhle sehr geschwärzt. Der östliche Raum – als Beispiel – ist 1,30 m breit und 2,25 m hoch. 

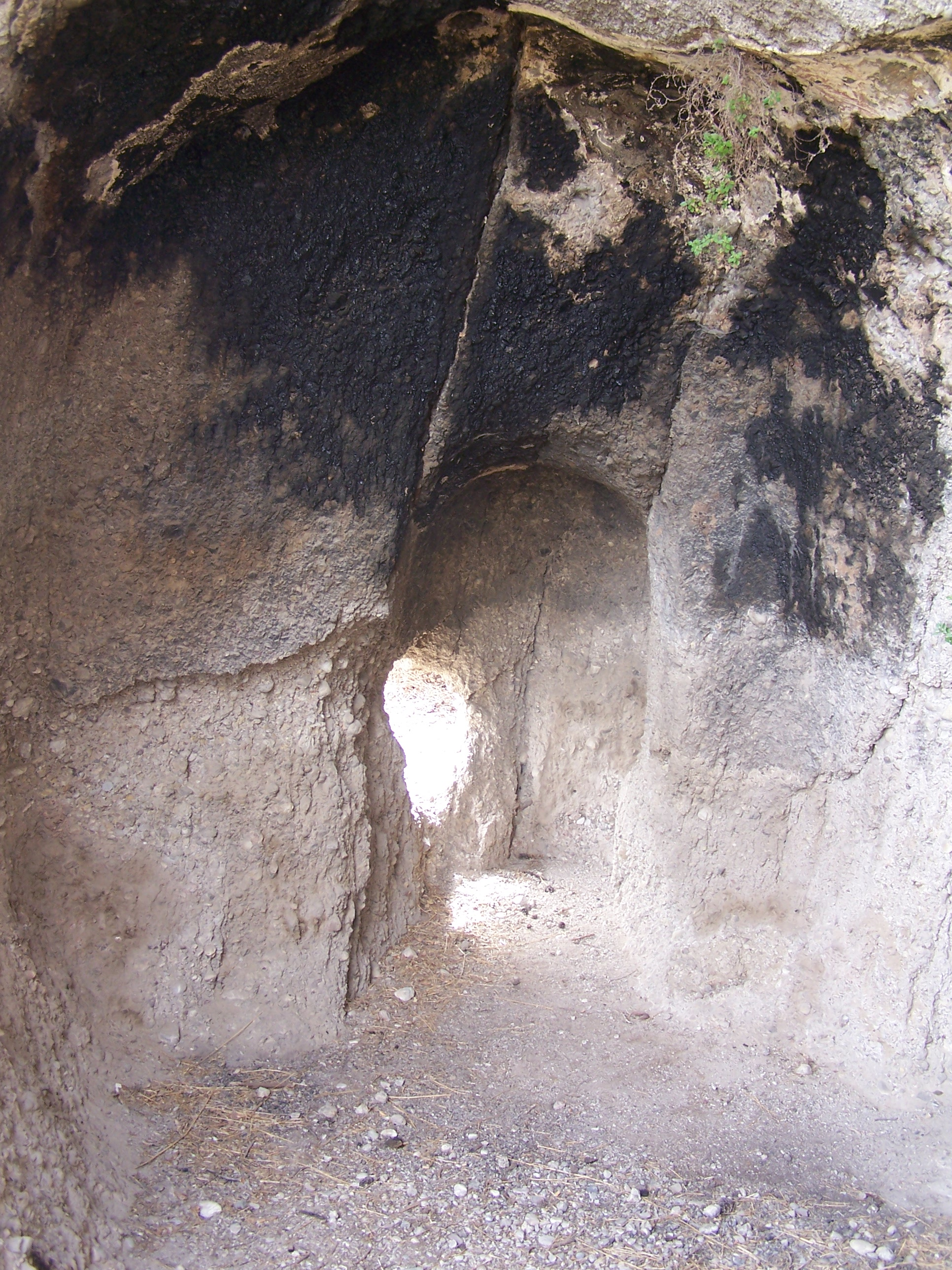
Blick in die untere Höhlenebene gen Osten, mit minimalen Freskoresten

Zur zweiten Ebene dürfte durch eine noch vorhandene Öffnung im Innern eine Holztreppe oder Leiter geführt haben, denn es sind nirgends Spuren von Stufen vorhanden, die in den Fels gehauen wurden. Hier in der zweiten Etage befindet sich nur ein einziger Raum mit einer großen balkonähnlichen Öffnung nach Norden.
Die dritte Ebene der Höhle hat einen Eingang von außen im Osten, zu dem einige in den Fels gehauene Stufen, noch deutlich sichtbar, führen. Der dortige Raum besitzt zwei kleinere Fensternischen zur Nordseite.
Die ursprüngliche Vorhalle oder Stoa vor dem Eingang auf der untersten Ebene stimmt mit der Form antiker ländlicher Heiligtümer überein. Die Fläche vor dem Eingang wurde aufgeschüttet.

## Erwähnung in Reisebeschreibungen
Außer von den antiken Schriftstellern (Hdt. 1.145; Pol. 2.41; Strab. pp. 386, 387, und 59; Diod. 15.48; Paus. 7.25.8) liegen jüngere Beschreibungen aus dem 19. Jahrhundert vor. Der französische Forscher Abel Blouet berichtet 1838, dass er noch einen aus dem Felsen herausgehauenen Kopf vorfand. Dieser Kopf soll einem Löwenkopf geähnelt haben. Dies würde als Zeichen zu einer heiligen Höhle des Herakles passen, weil dessen Darstellung in der antiken Kunst gewöhnlich mit einer Löwentrophäe begleitet wird – dem Preis der ersten seiner zwölf Heldentaten. Diese Skulptur am Felsen ist verschwunden und scheint von dem starken Erdbeben am 26. Dezember 1861 zerstört worden zu sein. Der deutsche Reisende Ernst Curtius schreibt noch 1851: „Über der mittleren Grotte ist ein menschlicher Kopf in Felsen gehauen“. Der deutsche Altertumsforscher Konrad Bursian geht 1872 in seiner Beschreibung der Höhle nicht mehr auf diesen Kopf ein.

## Bedeutung der Höhle für die Archäologie
Für die Archäologen ist die Lage der Höhle vor allem deshalb wichtig, weil sie einen Fixpunkt zur Lokalisierung der durch einen Tsunami (373 v. Chr.) zerstörten Stadt Helike bildet. Pausanias macht in seiner Reisebeschreibung zwei präzise Entfernungsangaben: Egion liegt 40 Stadien (ca. 7 km) von Helike entfernt und die Herakleshöhle hat einen Abstand von 30 Stadien (ca. 5,5 km) zu Helike. Verlässt man sich auf diese Angaben und identifiziert die heute vorgefundene Höhle mit der von Pausanias beschriebenen, so lässt sich die Lage der gesuchten antiken Stadt eingrenzen. Ausgrabungen unter Leitung von Dora Katsonopoulou scheinen diese Annahmen zu bestätigen.